# Justin Boedts
Justin Boedts (Alveringem, 1 oktober 1845 - 30 juli 1906) was een Belgische katholieke politicus en burgemeester van Eernegem.

## Biografie
Hij was de zoon van Felix Boedts en Maria Demolder uit Alveringem. De familie Demolder was erg actief in de gemeentepolitiek en leverde burgemeesters in verschillende gemeenten in de Westhoek. Justin Boedts werd notaris en vestigde zich in 1875 in Eernegem.
Hij werd ook actief in de gemeentelijke politiek en werd in 1878 gemeenteraadslid. In 1885 werd hij schepen. Toen in 1897 burgemeester Hector Olleviers overleed, volgde eerste schepen Boedts hem op. Na de volgende gemeenteraadsverkiezingen bleef hij burgemeester. De verkiezingen van 1903 won hij, maar toen kreeg hij wel concurrentie van een katholieke eenmanslijst van Florimond Daras, zoon van oud-burgemeester Charles Daras, en moest men een schepenzetel laten aan Joseph Van Sieleghem, zoon van oud-burgemeester Gustave Van Sieleghem. Boedts overleed tijdens zijn bestuursperiode in 1906.
Zijn zoon Julien Boedts zou hem opvolgen als notaris en nog later eveneens burgemeester van Eernegem worden.